# ふるさとから、あなたへ
『ふるさとから、あなたへ』は、NHKデジタル衛星ハイビジョン（BShi）で2008年4月2日から2011年3月まで放送されたテレビ番組である。

## 概要
この番組は、主に総合テレビで金曜日の19:30から20:45に放送される地域情報番組の中から、特に視聴者の反響の多かった作品を選び、全国放送として改めて放送する。多くは地域の実情を取り上げた報道作品や、その地域で活躍する人物・団体にスポットを当てたドキュメンタリー、紀行などである。
日本国外向けのNHKワールド・プレミアムでも、放送権の都合などで定時番組が放送できない際の代替番組として地域情報番組が放送されることがある。
BShiの放送終了に伴い、この番組は2011年3月（日中は2011年3月24日、深夜帯は2011年3月28日）で終了した。2011年4月からは総合テレビで『ろーかる直送便』として、月曜日から金曜日の15時台に放送を行う。

## 放送時間
2008年度
- 水曜日・木曜日：16:00 - 17:00（JST、以下同じ）

2009年度
- 火曜日から金曜日未明（月曜日から木曜日深夜）：1:00 - 2:00の範囲内

2010年度
- 月曜日から木曜日：9:00 - 9:45あるいは10:00（終了時間は番組によって変動）
- 水曜日から土曜日未明（火曜日から金曜日深夜）：原則として1:00 - 1:45または1:15 - 2:00
なお、番組の状況によって時間帯が変動することがある（75分番組をそのまま放送する場合もある。また00分から放送を始めて、45分番組で終わる場合は、残りの時間帯はフィラー（映像散歩、NHKプレマップ）を入れる場合がある）となる。

## 最終回の編成
2011年3月24日
- 9:00 - 9:26：守り伝えて30年〜からすみ職人 高野昌明〜（なが☆スペ、NHK長崎放送局）
- 9:26 - 9:52：菓子済々〜ガンコ堂の甘味日和スペシャル（佐賀イズム、NHK佐賀放送局）

2011年3月28日（3月27日深夜）
- 1:25 - 1:51：聖なる山に息づいて〜和歌山高野山（関西もっといい旅、NHK大阪放送局）
- 1:51 - 2:20：ため池バンザイ!〜兵庫 稲美町〜（同上）
3月28日の放送は通常行われなかった日曜日での放送である。